# Francesco Suriano
Francesco Suriano (Venezia, 1450 – Venezia, 1529) è stato un francescano italiano, conoscitore del Medio Oriente, custode di Terra Santa dal 1493 al 1495 e dal 1512 al 1514.
Scrisse il Trattato di Terra Santa e dell'Oriente utile per la conoscenza della Palestina, dell'Egitto, della Siria e dell'Abissinia dell'epoca.

## Opere
- Girolamo Golubovich (a cura di), Trattato di Terra Santa e dell'Oriente, Milano, 1900. URL consultato il 26 agosto 2016.